# Gegania (cràter)
Gegania és un cràter amb coordenades planetocèntriques de 6.56 ° de latitud nord i 213.01 ° de longitud est, sobre la superfície de l'asteroide del cinturó principal (4) Vesta. Fa 22.33 km de diàmetre. El nom adoptat com a oficial per la UAI el 30 de setembre de 2011 i fa referència a una verge vestal romana.